# Kabinett Gladstone III
Das Kabinett Gladstone III wurde im Vereinigten Königreich am 1. Februar 1886 von Premierminister William Ewart Gladstone von der Liberal Party gebildet und löste das Kabinett Salisbury I ab. Das dritte Kabinett Gladstone blieb bis zum 25. Juli 1886 im Amt und wurde daraufhin von der zweiten Regierung Salisbury abgelöst.

## Kabinettsmitglieder
Dem Kabinett gehörten folgende Mitglieder an:
| Amt                                          | Amtsinhaber                                              | Beginn der Amtszeit           | Ende der Amtszeit           |
| -------------------------------------------- | -------------------------------------------------------- | ----------------------------- | --------------------------- |
| Premierminister Erster Lord des Schatzsamtes | William Ewart Gladstone                                  | 1. Februar 1886               | 25. Juli 1886               |
| Lordsiegelbewahrer                           | William Ewart Gladstone                                  | 1. Februar 1886               | 25. Juli 1886               |
| Lordkanzler                                  | Farrer Herschell, 1. Baron Herschell                     | 1. Februar 1886               | 25. Juli 1886               |
| Präsident des Geheimen Kronrates             | John Spencer, 5. Earl Spencer                            | 6. Februar 1886               | 25. Juli 1886               |
| Innenminister                                | Hugh Childers                                            | 6. Februar 1886               | 25. Juli 1886               |
| Außenminister                                | Archibald Primrose, 5. Earl of Rosebery                  | 6. Februar 1886               | 25. Juli 1886               |
| Kolonialminister                             | Granville George Leveson-Gower, 2. Earl Granville        | 6. Februar 1886               | 25. Juli 1886               |
| Kriegsminister                               | Henry Campbell-Bannerman                                 | 6. Februar 1886               | 25. Juli 1886               |
| Minister für Indien                          | John Wodehouse, 1. Earl of Kimberley                     | 6. Februar 1886               | 25. Juli 1886               |
| Erster Lord der Admiralität                  | George Robinson, 1. Marquess of Ripon                    | 9. Februar 1886               | 25. Juli 1886               |
| Schatzkanzler                                | William Vernon Harcourt                                  | 6. Februar 1886               | 25. Juli 1886               |
| Handelsminister                              | A. J. Mundella                                           | 17. Februar 1886              | 25. Juli 1886               |
| Kommunalminister                             | Joseph Chamberlain James Stansfeld                       | 6. Februar 1886 3. April 1886 | 3. April 1886 25. Juli 1886 |
| Chefsekretär für Irland                      | John Morley                                              | 6. Februar 1886               | 25. Juli 1886               |
| Minister für Schottland                      | George Otto Trevelyan John Ramsay, 13. Earl of Dalhousie | 8. Februar 1886 5. April 1886 | 5. März 1886 25. Juli 1886  |